# Greg Mortenson
Greg Mortenson (Saint Cloud, 27 dicembre 1957) è un filantropo e scrittore statunitense.
Mortenson è il cofondatore (con Jean Hoerni) e direttore della ONG Central Asia Institute e fondatore dell'ente di beneficenza Pennies for Peace. Dal 1993 ad oggi Greg Mortenson e i suoi collaboratori hanno costruito in Pakistan e Afghanistan oltre 120 scuole, promuovendo in modo particolare l'istruzione femminile.
È il coautore (con David Oliver Relin) di  Tre tazze di Tè. Il sequel, La bambina che scriveva sulla sabbia è stato pubblicato il 1º dicembre 2009 (RCS).